# Förnuft och känsla (1971)
För romanen som denna TV-serie baserar sig på; se Förnuft och känsla.
Förnuft och känsla (eng: Sense and Sensibility) är en brittisk miniserie från 1971. Serien är baserad på Jane Austens roman med samma namn publicerad 1811. I huvudrollerna ses bland andra Joanna David som Elinor, Robin Ellis som Edward Ferrars, Clive Francis som Willoughby och Patricia Routledge som Mrs Jennings.

## Rollista i urval
- Michael Aldridge - Sir John Middleton
- Sheila Ballantine - Lady Middleton
- Esme Church - Mary
- Joanna David - Elinor Dashwood
- Isabel Dean - Mrs. Dashwood
- Robin Ellis - Edward Ferrars
- Clive Francis - John Willoughby
- Ciaran Madden - Marianne Dashwood
- Richard Owens - Överste Brandon
- Patricia Routledge - Mrs. Jennings
- Jo Kendall - Charlotte Palmer
- Peter Laird - Rodgers
- David Strong - Palmer
- David Belcher - Robert Ferrars
- Frances Cuka - Lucy Steele
- Mischa De La Motte - Master of Ceremonies
- Kay Gallie - Fanny Dashwood
- Milton Johns - John Dashwood
- Maggie Jones - Nancy Steele
- Clifford Parrish - Doktor Harris